# Heyer Medical
Die Heyer Medical AG mit Firmensitz in  Bad Ems ist ein Unternehmen zur Entwicklung, Herstellung und Vertrieb von medizinischen Geräten. Untergliedert ist die Produktpalette in die Bereiche Anästhesie, Intensivbeatmung, Patientenmonitoring und Inhalationstherapie.
Des Weiteren erbringt die Aktiengesellschaft Dienstleistungen im Bereich Medizintechnik zur Entwicklung, zum Ausbau und zur Vermarktung in nationalen und internationalen Märkten nebst  damit verbundenen Tätigkeiten.

## Geschichte
Die Heyer Medical AG wurde 1883 von Carl Heyer gegründet. Nachdem er seine Lehre als Feinwerkmechaniker absolviert hatte, arbeitete er bis zur Meisterprüfung in Gießen als Universitätsmechaniker, unter anderem auch für Professor Wilhelm Conrad Röntgen.
Nachdem er im Wilhelms-Inhalatorium mit der Überwachung der Inhalationsanlagen betraut wurde, gründete Heyer seine eigene feinmechanische Werkstatt, in der neue Inhalations-Apparate entwickelt wurden.
Im Jahr 1896 erhielt er für seine Entwicklungen die erste goldene Medaille in Baden-Baden. Zehn Jahre später erwarb er das Haus „Herzog von Leuchtenburg“ in Bad Ems in dem 135 Patienten gleichzeitig behandelt werden konnten. Im Fürstenzimmer inhalierten prominente Kurgäste, u. a. der König von Belgien, der König von Sachsen und der König von Norwegen. Der Fabrikationsbetrieb wurde zwischen 1914 und 1918 aufgrund des Krieges geschlossen. Im Inhalatorium wurden zu dieser Zeit kranke Soldaten behandelt, bis es 1919 von Besatzungstruppen geschlossen wurde. Im Jahr 1921 wurden Inhalatorium und Fabrikationsbetrieb wiedereröffnet.
Nachdem im Jahr 1928 Carl Heyer Junior die Betriebsleitung übernommen hatte, kam ein neuer pneumatischer Apparat für alle Atmungsvariationen zur Über- und Unterdrucktherapie auf den Markt.
Weitere Entwicklungen im Sektor der Inhalation und der Anästhesie folgten. Unter anderem die Pneumatische Kammer, Düsen-Rauminhalations-Apparate, Ultraschall-Raumverneblers und das UDV-Aerosolgerät.
Im Jahr 1938 verstarb Carl Heyer Senior im Alter von 88 Jahren. Da in den Kriegsjahren 1939 bis 1945 die Nachfrage nach Inhalationsgeräten fast vollständig zurückgegangen ist, wurde die Produktion stark reduziert. Im Inhalatorium wurden in dieser Zeit überwiegend verwundete Soldaten versorgt. In den Folgejahren wurde mit einem kleinen Stamm von Betriebsangehörigen aus Materialrestbeständen und mühsam beschafftem Rohmaterial Apothekerwaagen, Kochtöpfe, Benzinfeuerzeuge, Ölpressen und anderes gefertigt, sowie Reparaturen an HEYER-Inhalationsgeräten durchgeführt. Im Jahr 1948 nach der Währungsreform wurde die Fabrikation wiederaufgenommen, und das Unternehmen konnte sich wieder auf die ursprüngliche Tätigkeit beschränken.
Im Laufe der Jahre entwickelte sich die HEYER Medical AG von einem Familienunternehmen zu einem mittelständischen Unternehmen. Seit 2000 ist HEYER Medical eine Aktiengesellschaft. Im Oktober 2018 stellte die Heyer Medical AG einen Insolvenzantrag. Anfang 2019 begann die Übernahme von Heyer Medical durch die chinesische Aeonmed Group mit Firmensitz in Peking. Im April 2022 stoppte das Bundeswirtschaftsministerium den Verkauf von Heyer Medical an den Aeonmed-Konzern.
Heute ist die HEYER Medical AG in über 60 Ländern tätig. Neben dem Stammhaus in Bad Ems besteht ein zweiter Standort in Schwerin, Mecklenburg-Vorpommern.

## Produkte
Die Produktpalette hat sich in den ersten Jahren nach der Gründung hauptsächlich auf die Inhalation beschränkt. Das Unternehmen hat bis heute die Produktpalette durch Geräte für Anästhesie, Patientenmonitoring und Intensivbeatmung erweitert.